# Juana Macías Alba
Juana Macías Alba (Madrid, 1971) é uma diretora e roteirista de cinema espanhol. Em 1999, ela ganhou o Prêmio Goya de melhor ficção de curta-metragem e em 2010 foi indicada para o Prêmio Goya de Melhor Diretor Iniciante.